# تحول النموذج الفكري

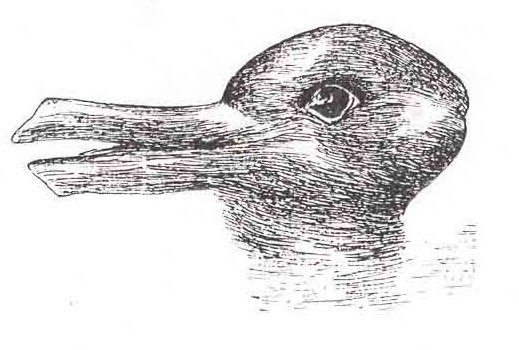

تحول النموذج الفكري أو تحول النمط الفكري أو تحول النمط الإدراكي أو تحول البارادايم هو مصطلح يصف عملية التحول أو التنقل في النموذج الفكري واستخدمه للمرة الأولى توماس كوهن في كتابه بنية الثورات العلمية 1962، ليفسر عملية ونتيجة التغيير التي تحدث ضمن المقدمات والفرضيات الأساسية لنظرية لها القيادة للعلم في مرحلة محددة من الزمن. منذ أن استخدمها كوهن انتشر استعمالها بشكل واسع، حتى في محالات أخرى من التجربة الإنسانية.

## تحول النموذج الفكري حسب كوهن
تحول النموذج الفكري هو الثورة العلمية حسب توماس كوهن.انه ثورة في النمط العلمي بشكل أدق، حيث أن مفردة البارادايم تعني «النمط الفكري». تحدث الثورة العلمية، حسب كوهن، عندما يواجه العلماء مشاكل لا يمكن حلها حسب النمط السائد عالميا، ولهذا يجب، من حل هذه المشاكل، تجاوز هذا النمط، بألإضافة إلى تكوين نظرية جديدة. البارادايم، بهذا المعنى، هو ليس النظرية السائدة الحالية، بل هو الرؤية للعالم، والتي تحتوي على هذه النظرية، وكل المعاني المتضمنة داخل هذه الرؤية. حسب كوهن، كل بارادايم، يحتوى على مشاكل معينة، يتعامل معها العلماء على أنها حد أدنى ومقبول من الخطأ. وتُتَجَاهَل ولا يلتفت إليها. (وهذا خلاف أساسي يعارض فيه كوهن مبدأ التخطئة لكارل بوبر، الذي يعتبر ان وجود إمكانية الخطأ هو أساس ومحور أن تكون النظرية علمية)، على العكس من ذلك، يرى كوهن أن المشاكل في كل نظرية علمية، تجتذب اهتماما مختلفا لممارسي العلم في وقت بعينه. ففي أوائل القن العشرين، كان هناك اهتمام من قبل البعض بنقطة أوج المريخ (أبعد نقطة عن الأرض) أكثر مما كان لهم بنتائج تجربة مكلسون- مورلي. والعكس صحيح بالنسبة لعلماء الآخرين. نموذج كوهن في البارادايم يركز على جهود العلماء الأفراد على عكس أصحاب رؤية المنطق الوضعي الذين يلخصون العلم بشكل مطلق داخل إطار فلسفي نظري.
عندما تتراكم المشاكل أمام بارادايم سائد، فأن النظام العلمي سيقع في أزمة. خلال هذه الأزمة، فإن أفكارا جديدة، ربما بعضها كانت مرفوضة ومستهجنة من قبل، ستسختدم للخروج من الأزمة. كنتيجة، وكتحصيل حاصل، فإن بارادايم جديد سيتمخض عن ذلك كله، وسيكون له اتباعه ومناصروه من العلماء والمفكرين، وستنشأ معركة بين البارادايم الجديد، وممتلكات ومعوقات البارادايم القديم. كمثال آخر حدث في فيزياء القرن العشرين: فأن المعركة بين الرؤية الكهروطيسية(ماكسويل) ونسبية أينشتاين) لم تكن فورية كما أنها لم تكن معركة سهلة، فقد شملت عدة جولات بين الجانبين، حيث استخدم كل جانب معلومات تجريبية، إضافة إلى الجدل الفلسفي والنظري.إلى أن انتهى الأمر في نهاية المطاف وعلى المدى البعيد بانتصار آينشتاين.مرة أخرى، تقييم الأدلة وأهمية المعلومات الجديدة كانت تقابل بشكل مختلف عند الجانبين طوال تلك المعركة: بعض العلماء وجدوا ان عبقرية آينشتاين كانت في معادلاته البسيطة، غير ان آخرين وجدوها أكثر تعقيدا من معادلات ماكسويل التي أبعدت.البعض وجد صور ادنغتون التي تبين انعكاس أشعة الشمس دليلا قاطعا على صحة النظرية، بينما شكك آخرون في دقتها ومغزاها.في أحيان كثيرة، يكون الأمر المقنع هو مرور الوقت نفسه.يشير كوهن، مقتبسا من ماكس بلانك، «إن الحقيقة العلمية الجديدة لا تنتصر عبر إقناع معارضيها أو جعلهم يرون الضوء (عبرها)، ولكن الامر هو ان هؤلاء عادة يموتون، ويكبر جيل جديد يكون أكثر تقبلا لتلك الحقيقة الجديدة».عندما يتغير النظام العلمي من بارادايم إلى آخر فإن ذلك يعني، حسب مصطلحات كوهن، أن ثورة علمية، أو تحولا في الباردايم قد حصل.إنها النتيجة النهائية لهذا التغير هو المقصود من «تحول البارادايم» عندما يستعمل بشكل دارج. إنها الرؤية للعالم التي تغيرت بشكل جذري، التفاصيل العلمية التي أدت لهذا غير مهمة هنا في هذا المصطلح.
لا تعدم نظرية «تحول النموذج الفكري» معارضين، فالقسم يتهم كوهن انه ركز أكثر مما يجب على الجانب الفردي للعلماء، مما يفارق الموضوعية ويقارب الجانب الشخصي.

## أمثلة على تحول النموذج الفكري في العلم
هناك أمثلة صارت تعد كلاسيكية للتدليل على «تحول النموذج الفكري» والثورة العلمية بالمعنى الذي أراده كوهن:
1. التحول من الرؤية البطلمية (نسبة إلى بطليموس) للكون، إلى رؤية كوبرنيكوس
2. توحيد الفيزياء الكلاسيكية على يد نيوتن إلى رؤية ميكانيكية متماسكة للعالم
3. الانتقال من الرؤية الكهرطيسية لماكسويل إلى نسبية آينشتاين
4. التحول من فيزياء نيوتن إلى نسبية آينشتاين
5. تطور ميكانيكا الكم التي اعادت تعريف الميكانيك
6. ظهور نظرية داروين في التطور عبر الاصطفاء الطبيعي بدلا عن رؤية لامارك التي ترى وراثة الصفات المكتسبة
7. القبول بنظرية «الانقلاب الصفيحي» لتفسير التغييرات الجيولوجية الواسعة

## استعمالات أخرى
بالتدريج أصبح المصطلح يستخدم للدلالة على أي تغيير جذري في نهج التفكير، سواء كان ذلك على صعيد النظم الاجتماعية، أو المؤسسات الكبيرة أو حتى الصعيد الشخصي: التحول من دين إلى آخر مثلا.
من الأمثلة:
1. توقيع النخب الملكية البريطانية لوثيقة ماجنا كارتا
2. الانفجار الكامبري الذي وقع قبل مئات الملايين من السنين وأدى إلى ظهور كائنات معقدة متعددة الخلايا.
3. التغييرات التي تحدث للمجتمع مع دخول آلة جديدة: العجلة.البارود. رقائق الحاسوب).
4. المؤسسات العكسرية وتطور النموذج البروسي في إدارة القتال.